# Боски Сан Марко (Верона)
Боски Сан Марко је насеље у Италији у округу Верона, региону Венето.
Према процени из 2011. у насељу је живело 439 становника. Насеље се налази на надморској висини од 12 м.